# Lepidolejeunea longilobula
Lepidolejeunea longilobula là một loài Rêu trong họ Lejeuneaceae. Loài này được (Amak.) X.-L. He mô tả khoa học đầu tiên năm 1999.